# 以賽亞·凱納-法雷法
以賽亞·凱納-法雷法（英語：Isiah Kiner-Falefa，1995年3月23日—），為美國職棒大聯盟的游擊手，目前效力於匹茲堡海盜。他先前曾效力於遊騎兵、洋基與藍鳥等隊。

## 職業生涯

### 德州遊騎兵
2018年4月10日，凱納-法雷法登上大聯盟。4月14日，他敲出大聯盟首轟。該年他出賽111場比賽，打擊率為2成61，並敲出4轟與34分打點。2019年，他和傑夫·馬席斯輪流擔任球隊的捕手。中間他一度受傷，後來成為內野工具人和3號捕手。整季他的打擊率為2成38，並敲出1轟與21分打點。
2020年，凱納-法雷法的打擊率為2成80，並敲出3轟與10分打點。而他也在這年拿下生涯首座三壘金手套獎。2021年，他出賽158場比賽，打擊率為2成71，並敲出8轟與53分打點，另有20次盜壘成功。

### 紐約洋基
2022年3月12日，遊騎兵將凱納-法雷法和Ronny Henríquez交易到雙城，換來米契·加佛。1天後，雙城將他、賈許·唐納森和Ben Rortvedt交易到洋基，換來蓋瑞·桑契斯和吉奧·厄爾薛拉。

## 個人生活
凱納-法雷法的曾曾祖母是日本廣島人，而他本身還擁有薩摩亞和夏威夷的血統。

## 外部連結
- 球員資訊和成績在MLB ，ESPN ，Retrosheet ，Baseball Reference ，Baseball Reference (Minors) ，Fangraphs ，The Baseball Cube （英文）
- 以賽亞·凱納-法雷法的X（前Twitter）